# Unterseeboot 69 (1940)
Pour les articles homonymes, voir Unterseeboot 69.
Le Unterseeboot 69 (ou U-69) est un sous-marin (U-boot) allemand de type VII C de la Kriegsmarine pendant la Seconde Guerre mondiale. Pendant la Première Guerre mondiale, il y avait déjà eu un U-69.

## Historique
Mis en service le 2 novembre 1940, l'U-69 sert d’abord comme sous-marin d’entraînement et de navire-école pour les équipages au sein de la 7. Unterseebootsflottille, à Kiel[réf. nécessaire]. Le 1er février 1941[réf. nécessaire], il passe en service opérationnel, toujours au sein de la 7. Unterseebootsflottille. 
Ce petit sous-marin de type VII C, de la classe des 800 tonnes, porte comme emblème La vache qui rit (Die Lachende Kuh), en référence à l'emblème du « Taureau furieux » de la 7. Unterseebootsflottille du commandant Prien, qui a réussi l'exploit de couler le cuirassé HMS Royal Oak (08) à Scapa Flow.
Il appareille le 10 février 1941 du port de Kiel pour sa première patrouille sous les ordres du Kapitänleutnant Jost Metzler et rejoint la base sous-marine de Lorient le 1er mars 1941, après vingt jours en mer en Atlantique nord. Il y coule trois navires marchands pour un total de 18 691 tonneaux.
L'Unterseeboot 69 a effectué au total dix patrouilles, au cours desquelles il a coulé 17 navires marchands pour un total de 67 515 tonneaux, et endommagé un navire marchand de 4 887 tonneaux et un autre, mais irrécupérable, de 5 445 tonneaux au cours d’un total de 448 jours passés en mer.
La troisième mission du 5 mai au 7 juillet 1941 fut un coup d'audace en Afrique de l'Ouest, où le U-69 réussit l'exploit de miner l'entrée des ports marchands britanniques de Takoradi, au Ghana et de Lagos au Nigeria, perturbant pour un temps la logistique des troupes britanniques en Afrique du nord, tout en s'en sortant sain et sauf.
Sa dixième patrouille, sous les ordres du Kapitänleutnant Ulrich Gräf, le fait quitter Lorient le 2 janvier 1943 pour l'Atlantique Nord. Après 47 jours en mer, l'U-69 est coulé le 17 février 1943 à l'est de Terre-Neuve à la position géographique de 50° 36′ N, 41° 07′ O par des charges de profondeur lancées par le destroyer britannique HMS Fame. 
Les 46 membres d'équipage meurent dans cette attaque.

## Affectations
- 7. Unterseebootsflottille du 2 novembre 1940 au 31 janvier 1941 - Flottille d'entraînement
- 7. Unterseebootsflottille du 1er février 1941 au 17 février 1943 - Flottille de combat

## Commandements
- Kapitänleutnant Jost Metzler du 10 février 1941 au 1er mars 1943
- Oberleutnant zur See Hans-Jürgen Auffermann du 24 août 1941 au 28 août 1941
- Kapitänleutnant Wilhelm Zahn du 28 août 1941 au 31 mars 1942
- Kapitänleutnant Ulrich Gräf du 12 avril 1942 au 5 novembre 1943, perdu en mer, coulé par un contre-torpilleur.

## Patrouilles
|       | Commandant          | Départ             | Départ        | Arrivée          | Arrivée       | Jours     | Succès |
| ----- | ------------------- | ------------------ | ------------- | ---------------- | ------------- | --------- | ------ |
| 1     | Kptlt. Jost Metzler | 10 février 1941    | Kiel          | 1er mars 1941    | Lorient       | 20 jours  | 18 691 |
| 2     | Kptlt. Jost Metzler | 18 mars 1941       | Lorient       | 11 avril 1941    | Lorient       | 25 jours  | 8 646  |
| 3     | Kptlt. Jost Metzler | 5 mai 1941         | Lorient       | 8 juillet 1941   | Saint-Nazaire | 65 jours  | 33 868 |
| 4     | Kptlt. Jost Metzler | 21 août 1941       | Saint-Nazaire | 27 août 1941     | Saint-Nazaire | 7 jours   | 12 304 |
| 5     | Kptlt. Wilhelm Zahn | 1er septembre 1941 | Saint-Nazaire | 1er octobre 1941 | Saint-Nazaire | 31 jours  |        |
| 6     | Kptlt. Wilhelm Zahn | 30 octobre 1941    | Saint-Nazaire | 8 décembre 1941  | Saint-Nazaire | 40 jours  |        |
| 7     | Kptlt. Wilhelm Zahn | 18 janvier 1942    | Saint-Nazaire | 26 janvier 1942  | Saint-Nazaire | 9 jours   |        |
|       | Kptlt. Wilhelm Zahn | 31 janvier 1941    | Saint-Nazaire | 17 mars 1942     | Saint-Nazaire | 46 jours  |        |
| 8     | Oblt. Ulrich Gräf   | 12 avril 1942      | Saint-Nazaire | 25 juin 1942     | Saint-Nazaire | 75 jours  | 12 045 |
| 9     | Oblt. Ulrich Gräf   | 15 août 1942       | Saint-Nazaire | 5 novembre 1942  | Lorient       | 83 jours  | 4 597  |
| 10    | Kptlt. Ulrich Gräf  | 2 janvier 1943     | Lorient       | 17 février 1943  | Coulé         | 47 jours  |        |
| Total | Total               | Total              | Total         | Total            | Total         | 448 jours | 81 732 |

Note : Oblt. = Oberleutnant zur See - Kptlt. = Kapitänleutnant

### Opérations Wolfpack
L'U-69 a opéré avec les Wolfpacks (meutes de loup) durant sa carrière opérationnelle:
- Seewolf (4 septembre 1941 - 15 septembre 1941)
- Brandenburg (15 septembre 1941 - 24 septembre 1941)
- Störtebecker (5 novembre 1941 - 19 novembre 1941)
- Gödecke (19 novembre 1941 - 25 novembre 1941)
- Letzte Ritter (25 novembre 1941 - 3 décembre 1941)
- Falke (8 janvier 1943 - 19 janvier 1943)
- Haudegen (19 janvier 1943 - 15 février 1943)

## Navires coulés
L'Unterseeboot 69 a coulé 17 navires marchands pour un total de 67 515 tonneaux et endommagé 1 navire marchand de 4 887 tonneaux et 1 autre mais irrécupérable de 5 445 tonneaux au cours des 10 patrouilles (448 jours en mer) qu'il effectua.
| Navires coulés par le U-69 |                       |                 |         |                                                                            |
| Date                       | Navire                | Pavillon        | Tonnage | Fait                                                                       |
| 17 février 1941            | MV Siamese Prince     | Grande-Bretagne | 8 456   | Coulé                                                                      |
| 19 février 1941            | SS Empire Blanda      | Grande-Bretagne | 5 693   | Coulé                                                                      |
| 23 février 1941            | SS Marslew            | Grande-Bretagne | 4 542   | Coulé                                                                      |
| 30 mars 1941               | SS Coultarnm          | Grande-Bretagne | 3 759   | Coulé                                                                      |
| 3 avril 1941               | Thirlby               | Grande-Bretagne | 4 877   | Endommagé                                                                  |
| 21 mai 1941                | SS Robin Moor         | USA             | 4,999   | Coulé                                                                      |
| 21 mai 1941                | SS Tewkesbury         | Grande-Bretagne | 4 601   | Coulé                                                                      |
| 31 mai 1941                | MV Sangara            | Grande-Bretagne | 5 445   | Endommagé - Irrécupérable                                                  |
| 3 juin 1941                | barge Robert Hughes   | Grande-Bretagne | 2 879   | Coulé (mine)                                                               |
| 27 juin 1941               | SS Empire Ability     | Grande-Bretagne | 7 603   | Coulé                                                                      |
| 27 juin 1941               | SS River Lugar        | Grande-Bretagne | 5 423   | Coulé                                                                      |
| 3 juillet 1941             | SS Robert L. Holt     | Grande-Bretagne | 2 918   | Coulé au canon de pont et autres armes, le stock de torpilles étant épuisé |
| 1er mai 1942               | sv James E Newson     | Canada          | 671     | Coulé                                                                      |
| 12 mai 1942                | MV Lise               | Norvège         | 6 826   | Coulé                                                                      |
| 13 mai 1942                | SS Norlantic          | USA             | 2 606   | Coulé                                                                      |
| 21 mai 1942                | SS Torondoc           | Canada          | 1 927   | Coulé                                                                      |
| 5 juin 1942                | tugboat Lelita Porter | Pays-Bas        | 15      | Coulé                                                                      |
| 9 octobre 1942             | SS Carolus            | Canada          | 2 375   | Coulé                                                                      |
| 14 octobre 1942            | SS Caribou            | Grande-Bretagne | 2 222   | Coulé                                                                      |

Au cours de la nuit du 14 octobre 1942, le traversier du Newfoundland Railway, le SS Caribou (en) a été torpillé et coulé par l'U-69 dans le détroit de Cabot avec la perte de 137 vies.

## AffaireRobin Moor
Le torpillage du SS Robin Moor le 21 mai 1941 a donné lieu à une controverse car il s'agissait d'un navire neutre. Le commandant Metzler affirme avoir agi selon les ordres reçus, ayant constaté que ce navire américain transportait de la contrebande (avions en caisses sur le pont) et avoir agi pour sauvegarder les vies de l'équipage et des passagers. Il doit rendre des comptes par radio à ses supérieurs, il a conservé les connaissements (liste du matériel transporté) du navire torpillé. Les autorités américaines, au plus haut niveau, qualifient son acte de piraterie.
À son retour à sa base de Saint-Nazaire, le commandant reçoit la croix de chevalier de la croix de fer.